# فرودگاه بین‌المللی الکساندروپولیس
فرودگاه بین‌المللی الکساندروپولیس (به انگلیسی: Alexandroupolis International Airport) (به زبان بومی: Dimokritos) یک فرودگاه با کد یاتا AXD است که یک باند فرود آسفالت دارد و طول باند آن ۲۵۸۲ متر است. این فرودگاه در شهر الکساندروپولیس کشور یونان قرار دارد و در ارتفاع ۷ متری از سطح دریا واقع شده‌است.

## شرکت‌های هواپیمایی و مقصدهای پروازی
| شرکت‌های هواپیمایی                   | مقصدهای پروازی    |
| ----------------------------------- | ----------------- |
| المپیک ایر اجرا توسط ایجین ایرلاینز | آتن               |
| المپیک ایر                          | آتن               |
| Sky Express                         | عمومی سیتیا (PSO) |